# Тан, Армони
Армони́ Тан (род. 11 сентября 1997, Париж) — французская профессиональная теннисистка.

## Спортивная карьера
Имеет высокий в рейтинг WTA: 90-е место в мире в одиночном разряде и 302-е место в парном разряде. Выиграла восемь титулов в одиночном разряде и один титул в парном разряде на турнирах ITF Women’s Circuit. Имеет китайско-камбоджийские и вьетнамские корни.
На Уимблдонском турнире 2022 года победила в первом круге Серену Вильямс, а затем дошла 4-го раунда, где проиграла Аманде Анисимовой.